# Герцо-Виноградский, Пётр Титович
Пётр Титович Герцо-Виноградский (1867—1929) — журналист, драматург, прозаик.

## Биография
Из дворян. Сын исправника. Брат журналиста С. Т. Герцо-Виноградского. Дебютировал в печати как фельетонист (1889) в газете «Одесские новости». Регулярно печатался в газетах «Одесский вестник» и «Южное обозрение». Опубликовал повесть «Митя Погожев. (Из жизни провинциальных студентов)» (1896), в которой чувствуется влияние толстовских идей. Выпустил публицистическую книгу «Тайны петербургских клубов новейшей формации» (1905), разоблачающую распространение игорных домов в Петербурге. Написал пьесу-комедию «Провинциальная газета» (1899), посвящённую нездоровой журналистской кухне. Автор нескольких пьес: «Господин депутат» (1911), «Дом сумасшедших. (Семейный бедлам)» (1911), «Именины» (1911), «Первая роль» (1912), «Орлеанская дева» (1913), «Жертва богам» (1916). Пьесы Герцо-Виноградского, напоминающие газетные репортажи-фельетоны, охотно ставили провинциальные и столичные театры. В 1900-х гг. жил преимущественно в Одессе, регулярно публиковал статьи-фельетоны под общим названием «Зигзаги», посвящённые вопросам литературной, театральной и общественной жизни Одессы и столицы в газете «Одесские новости» (в 1907―1911 ― редактор) и «Южного обозрения» (в том числе воспоминания о встречах с А. П. Чеховым в Крыму ― 1903).
Герцо-Виноградский считался самым популярным в Одессе журналистом после В. М. Дорошевича. Фигуру Герцо-Виноградского и его фельетоны, написанные «короткими, рублеными строками, односложными абзацами, а ля… Влас Дорошевич», вспоминает В. П. Катаев в «Траве забвенья». В 1911―1912 гг. жил в Ростове-на-Дону, редактировал газету «Приазовский край». В эти же годы ― сотрудник одесского сатирического журнала «Крокодил». Опубликовал сборник небольших полуфантастических рассказов «Химеры» (1913). В 1913 году вернулся в Одессу, сотрудничал в газете «Малые одесские новости». С 1916 года снова в Ростове-на-Дону. После Октябрьской революции жил в Тифлисе, работал главным корректором газеты «Рабочая правда». В 1920 году сотрудничал в газете «Тифлис», журналах «Искусство» и «Братство».